# Saint-Geoire-en-Valdaine
Saint-Geoire-en-Valdaine é uma comuna francesa na região administrativa de Auvérnia-Ródano-Alpes, no departamento de Isère. Estende-se por uma área de 16,73 km². Em 2010 a comuna tinha 2 431 habitantes (densidade: 145,3 hab./km²).